# 261. peruť RAF
261. peruť (anglicky No. 261 Squadron) byla peruť Royal Air Force, existující za první i druhé světové války. Za ní se zúčastnila obrany Malty a kampaně v Barmě.

## Historie

### Vznik v době první světové války
Peruť oficiálně vznikla 20. srpna 1918 ve Felixstowe z bývalých samostatných letek zaniklé Royal Naval Air Service čísel 339, 340 a 341 a pokračovala v námořních hlídkových a protiponorkových letech s létajícími čluny Felixstowe F.3. Po skončení války byla jednotka 13. září 1919 rozpuštěna.

### Obnovení za druhé světové války
Peruť byla obnovena 2. srpna 1940 sloučením dvou letek působících v obraně Malty, Stíhací letky z letiště Hal Far se stroji Gloster Sea Gladiator a 418. letky s letouny Hawker Hurricane. Mezi letadly která po nich převzala byly i dva zbylé Gladiatory z trojice domněle známé jako „Faith“, „Hope“ a „Charity“,  neboť „Charity“ byla sestřelena v týdnu před zformováním peruti. Peruť značně utrpěla německými a italskými leteckými útoky a poté, co na ostrov dorazila 185. peruť RAF, která ji měla vystřídat, byla 261. peruť rozpuštěna a její zbytky mezi 12. a 21. květnem 1941 vstřebány do 185. peruti.

### Opětovná reaktivace
Peruť byla obnovena na základně RAF Habbaniya v Iráku 12. července 1941 přečíslováním 127. peruti, opět vybavená stroji Gladiator a Hurricane. Její hlavní rolí byla stíhací ochrana ropných terminálů a když boje v Iráku skončily, peruť detašovala část svých sil do Palestiny a na Kypr. V lednu 1942 se celá peruť přesunula do palestinské Haify. Po přezbrojení na Hurricany Mk. IIB počátkem roku 1942 byla peruť přeložena na bojiště v jihovýchodní Asii, kde se zapojila do bojů v Barmě. K první bojové akci došlo v únoru 1943, při útocích na pozemní cíle. Peruť také poskytovala stíhací doprovod Douglasům Dakota při zásobovacích misích. V roce 1944 byla peruť přezbrojena na typ Republic Thunderbolt a od září 1944 se s ním zapojila do útoků na Rangún. Jednotka bojovala až do konce barmské kampaně, a poté se přesunula do Indie aby se přeskupila a připravila k zapojení do operací v Malajsku, ale válka již brzy skončila. Peruť byla rozpuštěna 26. září 1945 na indické základně RAF Tanjore.

## Užívaná letadla

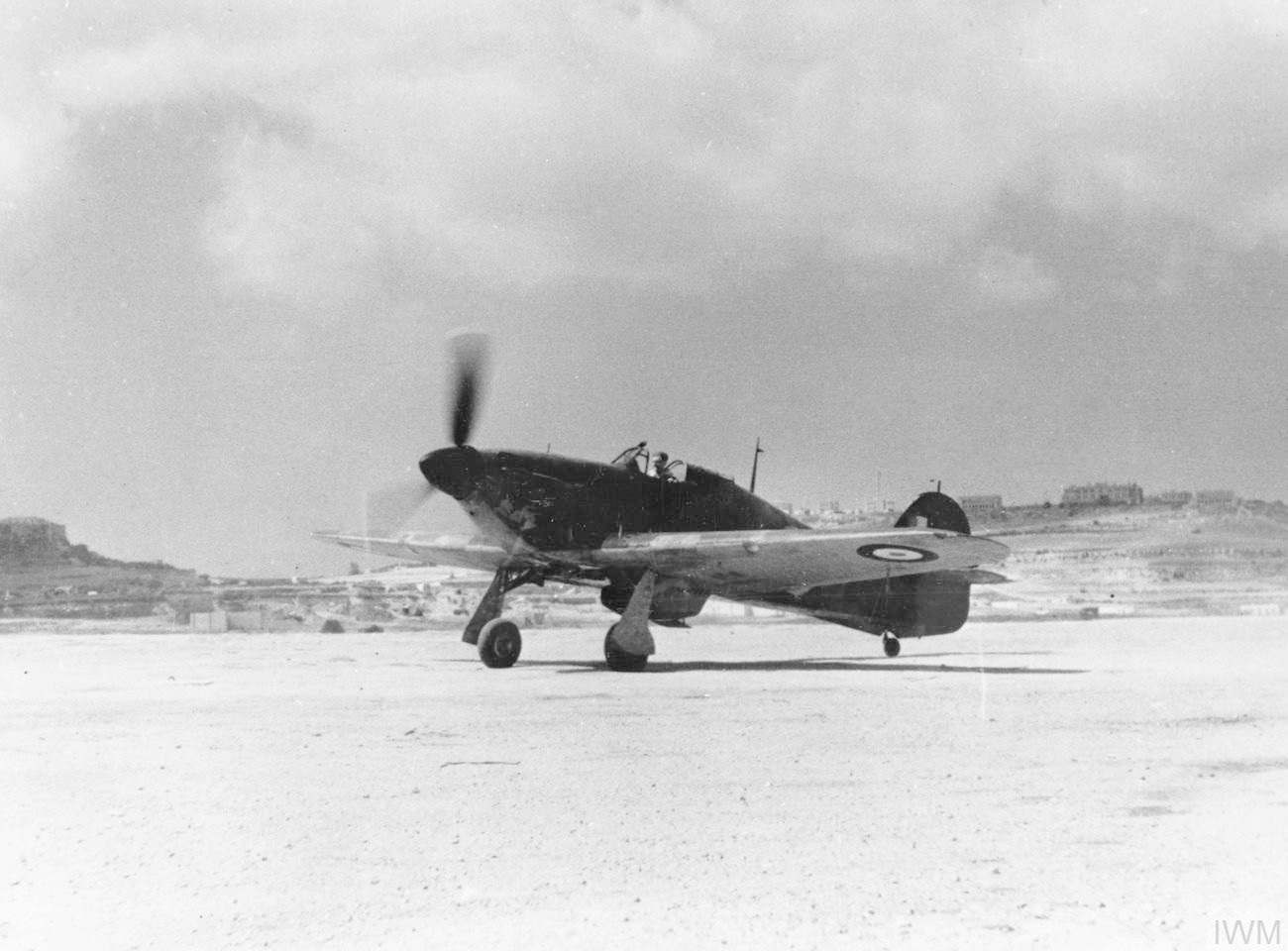
Hurricane 261. peruti na základně RAF Takali, 1941.

| Od            | Do            | Letadlo               | Varianta                                     |
| ------------- | ------------- | --------------------- | -------------------------------------------- |
| Srpen 1918    | Září 1919     | Felixstowe F.3        |                                              |
| Srpen 1940    | Leden 1941    | Gloster Sea Gladiator | Mk.I                                         |
| Srpen 1940    | Květen 1941   | Hawker Hurricane      | Mk.I                                         |
| Červenec 1941 | Září 1941     | Gloster Gladiator     | Mk.I                                         |
| Červenec 1941 | Duben 1942    | Hawker Hurricane      | Mk.I                                         |
| Březen 1942   | Listopad 1943 | Hawker Hurricane      | Mk.IIB                                       |
| Říjen 1943    | Červen 1944   | Hawker Hurricane      | Mk.IIC                                       |
| Červen 1944   | Říjen 1944    | Republic Thunderbolt  | Mk. I (P-47D)                                |
| Srpen 1944    | Září 1945     | Republic Thunderbolt  | Mk. II (P-47D s kapkovitým překrytem kabiny) |

(údaje dle:)

## Zachované stroje
Trup Gladiatoru „Faith“ je vystaven v Národním válečném muzeu ve Fort St. Elmo na Maltě.